# Liste der Stolpersteine in Potsdam

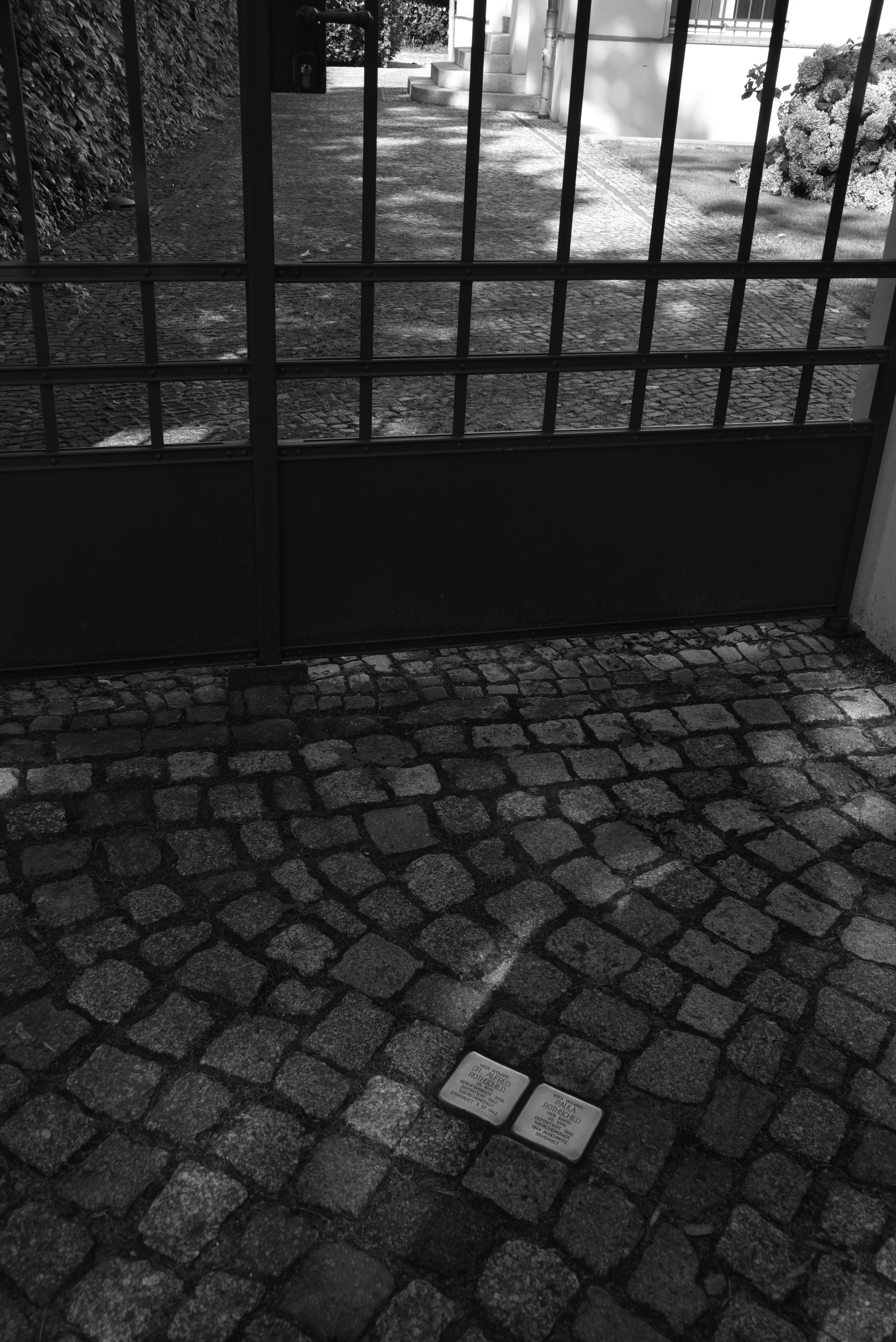
Stolpersteine in der Seestraße 45

Die Liste der Stolpersteine in Potsdam umfasst jene Stolpersteine, die vom Kölner Künstler Gunter Demnig in der brandenburgischen Hauptstadt Potsdam verlegt wurden. Sie sind Opfern des Nationalsozialismus gewidmet, all jenen, die vom NS-Regime drangsaliert, deportiert, ermordet, in die Emigration oder in den Suizid getrieben wurden. Demnig verlegt für jedes Opfer einen eigenen Stein, im Regelfall vor dem letzten selbst gewählten Wohnsitz.
Die ersten Verlegungen in der Landeshauptstadt fanden am 27. November 2006 statt.

## Liste der verlegten Stolpersteine
Die Auswahl der Opfer, das Erstellen der Biographien und das Suchen von Nachkommen erfolgte auf breiter gesamtgesellschaftlicher Basis. Insbesondere waren Schulen und Schüler in diesen Prozess integriert. Ein Beispiel: Eine Gruppe von Jugendlichen und jungen Erwachsenen aus evangelischen Kirchengemeinden recherchierte auf Anregung von Friedenskirchenpfarrer Simon Kuntze und unter Leitung des Historikers Sascha Topp ein Jahr lang intensiv in Archiven zum Schicksal der Familie Herzfeld.
| Bild | Inschrift | Adresse                                                  | Leben |
| ---- | --- | -------------------------------------------------------- | --- |
|      | HIER WOHNTE FRITZ ABRAHAM JG. 1901 FLUCHT 1939 ENGLAND | Alt Nowawes 36                                           | Fritz Abraham |
|      | HIER WOHNTE JOHANNA ABRAHAM GEB. FLEISCHER JG. 1892 DEPORTIERT 1942 THERESIENSTADT ERMORDET 2.3.1943                                                               | Alt Nowawes 36                                           | Johanna Abraham |
|      | HIER WOHNTE KÄTHE ALEXANDER-KATZ GEB. BUKI JG. 1891 DEPORTIERT 1943 ERMORDET IN AUSCHWITZ                                                                          | Griebnitzstraße 8                                        | Käthe Alexander-Katz geb. Bubi wurde am 7. März 1891 in Berlin geboren. Ihre Eltern waren Louis Buki (1838–1908) und Clara Rosalie geb. Hayn (1858–1928). Sie hatte drei ältere Schwestern, Margarete, Helene und Else Valesca. Am 6. August 1914 heiratete sie in Berlin den Juristen und Ökonomen Dr. Ernst Alexander-Katz, geboren 1891 in Berlin, der bereits einen Sohn aus erster Ehe hatte. Das Paar bekam eine Tochter, Gabriele, die später einen Mann namens John Bruehl heiraten und zwei Kinder zur Welt bringen sollte, John Daniel und Marie Louise. Die Tochter konnte nur deshalb überleben, weil sie von ihrer Mutter rechtzeitig zur Emigration in die Vereinigten Staaten ermutigt und dabei unterstützt worden war. Die Ehe von Ernst und Käthe Alexander-Katz scheiterte und wurde am 4. Februar 1925 in Berlin geschieden. In den 1930er-Jahren wohnte Käthe Alexander-Katz im Haus von Fritz Hirschfeld und pflegte dessen schwerkranke Ehefrau, auch nachdem Hirschfeld 1939 in die Niederlande geflüchtet war. Obwohl zum katholischen Glauben konvertiert wurde sie aufgrund ihrer jüdischen Herkunft vom NS-Regime verhaftet, nach Auschwitz deportiert und ermordet. Sie kam am 13. Januar 1943 in Auschwitz an, tags darauf war sie tot. Der Ex-Mann überlebte. Er publizierte in den Nachkriegsjahren das Handbuch der Finanzwissenschaft, heiratete ein drittes Mal und starb 1968 in Haifa, Israel. Keine ihrer Schwestern konnte das Dritte Reich und die Shoah überleben: Margarete, praktische Ärztin, starb 1938 in München, vier Tage nach dem Entzug ihrer Approbation. Else wurde 1942 im Ghetto Litzmannstadt (Łódź) ermordet, Helene 1943 im Vernichtungslager Sobibor. |
|      | HIER WOHNTE JOSEF APRIASKY JG. 1879 'SCHUTZHAFT' 1938 SACHSENHAUSEN DEPORTIERT 1942 RIGA ERMORDET                                                                  | Berliner Straße 141                                      | Josef Apriasky |
|      | HIER WOHNTE KLARA APRIASKY GEB. LEVY JG. 1892 DEPORTIERT 1942 RIGA ERMORDET                                                                                        | Berliner Straße 141                                      | Klara Apriasky |
|      | HIER WOHNTE JULIUS BACK JG. 1868 DEPORTIERT 1942 THERESIENSTADT TOT 19.12.1942                                                                                     | Ebräerstraße 4                                           | Julius Back wurde am 25. September 1868 als erstes Kind seiner Eltern in Wronke (Posen) geboren. Dort wuchs er auch auf, dort lernte er seine spätere Frau, Marta geb. Lippmann (siehe unten), kennen und dort wurde er Bäckermeister. Die beiden heirateten am 17. August 1898 in Wronke. Das Paar hatte drei Kinder, Kurt (geboren am 4. Juni 1899), Margarete und Margot. 1922 eröffnete das Ehepaar eine Bäckerei in Potsdam, in der Brandenburger Straße 22. Bis 1932 lebten die Familie auch dort. Dann gab das Ehepaar das Geschäft auf und übersiedelte in die Kupferschmiedsgasse, die heute wieder Ebräerstraße heißt. Dort befand sich von 1748 bis 1763 das erste jüdische Gemeindehaus von Potsdam. Die Töchter heirateten, alle drei Kinder verließen nach der Machtübernahme der Nationalsozialisten das Heimatland. Margarete Orbach ging als erste der drei nach London. Auch Margot Bernstein wurde von den Eltern bei der Emigration unterstützt. Kurt, er war ledig und lebte noch bei seinen Eltern, gelang die Flucht nach Bolivien. Am 12. März 1940 stellten auch das betagte Ehepaar einen Ausreiseantrag nach Bolivien. Doch die dortige Regierung beschränkte zunehmend die Immigration von Juden und das Dritte Reich erließ schließlich am 23. Oktober 1941 ein vollständiges Auswanderungsverbot für jüdische Bürger. Das Ehepaar verlor sein ganzes Vermögen und wurde in das Sammellager im Jüdischen Altersheim von Babelsberg zwangsübersiedelt. Am 3. Oktober 1942 wurden beide in das Konzentrationslager Theresienstadt deportiert. Wenige Wochen später, am 19. Dezember 1942, starb Julius Back an den Folgen der Haft. Seine Frau konnte die KZ-Haft überleben. Sie wurde im Februar 1945 gegen Devisen freigekauft und in die Schweiz gebracht. |
|      | HIER WOHNTE MARTA BACK GEB. LIPPMANN JG. 1873 DEPORTIERT 1942 THERESIENSTADT BEFREIT / ÜBERLEBT                                                                    | Ebräerstraße 4                                           | Marta Back geb. Lippmann wurde am 10. Januar 1873 in Wronke geboren. Sie lernte den späteren Bäckermeister Julius Back (siehe oben) kennen und heiratete ihn am 17. August 1898 in ihrer Heimatstadt. Das Paar hatte drei Kinder, Kurt (geboren am 4. Juni 1899), Margarete und Margot. Die Familie übersiedelte nach Potsdam und eröffnete dort im Jahr 1922 eine Bäckerei in der Brandenburger Straße 22. Bis 1932 lebten die Familie auch dort. Die Töchter heirateten. Dann gab das Ehepaar das Geschäft auf und übersiedelte mit dem noch ledigen Sohn in die Kupferschmiedsgasse, heute wieder Ebräerstraße. Alle drei Kinder verließen nach der Machtübernahme der Nationalsozialisten das Heimatland. Margarete Orbach ging als erste der drei nach London. Auch Margot Bernstein wurde von den Eltern bei der Emigration unterstützt. Kurt gelang die Flucht nach Bolivien. Auch das Ehepaar wollten 1940 nach Bolivien emigrieren, doch es war zu spät. Sie verloren ihr gesamtes Hab und Gut, mussten in ein Sammellager übersiedeln und wurden am 3. Oktober 1942 in das Konzentrationslager Theresienstadt deportiert. Dort verstarb Julius Back am 19. Dezember 1942. Marta Back überlebte die KZ-Haft und kam am 5. Februar 1945 im Rahmen einer Austauschaktion von Juden gegen Devisen in die Schweiz. Sie lebte noch bis 1962. |
|      | HIER WOHNTE HUGO BARON JG. 1873 DEPORTIERT 1942 THERESIENSTADT ERMORDET 2.12.1942                                                                                  | Lindenstraße 15                                          | Hugo Baron wurde am 8. September 1873 in Breslau geboren. Er lebte seit 1898 in Potsdam und betrieb ein Geschäft für Herren- und Jungenausstattung, unter anderem in der Lindenstraße 15. Als langjähriges Mitglied der jüdischen Gemeinde wurde er diskriminiert, verfolgt und am 4. Oktober 1942 mit Transport I/71 von Berlin nach Theresienstadt deportiert. Seine Deportationsnummer war 9145. Er wurde am 2. Dezember 1942 ermordet, als offizielle Todesursachen wurden Lungenentzündung und Herzschwäche eingetragen. |
|      | HIER WOHNTE FRANZ BERNHARD JG. 1862 DEPORTIERT 1943 THERESIENSTADT TOT 24.5.1943                                                                                   | Berliner Straße 53                                       | Franz Bernhard wurde am 24. März 1862 in Tangermünde geboren. Er entstammte einer großbürgerlichen Familie, die in der Potsdamer Innenstadt ein angesehenes Bankgeschäft führte. Er wuchs Am Kanal 46, im Haus der Familie seiner Mutter, auf. Traditionsgemäß trat er in das väterliche Bankgeschäft P. Bernhard ein, welches sich seit 1882 in der Charlottenstraße 76 befand, und übernahm dessen Führung. Er war in erster Ehe mit Clara geb. Marcuse verheiratet. Das Paar hatte zwei Kinder, Tochter Henny und Sohn Heinrich Julius, genannt Heinz. Seine Frau starb bereits 1907. Im Familienbesitz befand sich eine Villa mit großem Garten am Tiefen See, damals Neue Königstraße 33, heute Berliner Straße 53. Franz Bernhard war in zweiter Ehe mit Helene geb. Veilchenfeld verheiratet. 1924 übergab er die Leitung der Bank an Emil Hechler, der jedoch den Firmennamen P. Bernhard beibehielt. Als Jude wurden er und seine Familie in der NS-Zeit des gesamten Eigentums beraubt. Franz Bernhard musste miterleben, wie sein Lebenswerk zerstört und das Vermögen der Familie schrittweise geraubt wurde. Er selbst musste in das jüdische Alters- und Siechenheimes neben der Babelsberger Sternwarte übersiedeln und verlor seine restlichen Guthaben durch einen betrügerischen „Heimeinkaufvertrag“ für Theresienstadt. Dorthin wurde er mit dem „75. Alterstransport“ (I/79) am 20. November 1942 deportiert. Seine Transportnummer war 9876. Er starb am 24. Mai 1943 im Konzentrationslager. Auf dem jüdischen Friedhof von Potsdam befindet sich das Familiengrab. Auf der Gedenktafel für Franz Bernhard wurde eingraviert: „Sein Leben war Vorbild. Sein Tod ist Verpflichtung.“ Heinrich Julius Bernhard, kurz Heinz, wurde am 23. Juli 1893 in Potsdam geboren. Er war der Sohn des Bankiers Franz Bernhard und von Clara geb. Marcuse. Seine Mutter starb bereits 1907, sein Vater heiratete später erneut. Er studierte Medizin und wurde schließlich Facharzt für Nerven- und Geisteskrankheiten. Er wurde verhaftet, zuerst in das Konzentrationslager Auschwitz und später in das Konzentrationslager Mauthausen deportiert. Am 15. Februar 1945 wurde er in Ebensee von Vertretern des NS-Regimes ermordet. |
|      | HIER WOHNTE DR. PAUL ELKAN BERNHARDT JG. 1873 BERUFSVERBOT 1938 GEDEMÜTIGT / ENTRECHTET FLUCHT IN DEN TOD 25.7.1942                                                | Ludwig-Richter-Straße 15                                 | Dr. Paul Elkan Bernhardt wurde am 21. Mai 1873 in Berlin geboren. Er war Nervenarzt und praktizierte in Berlin und Potsdam. Er war beeidigter Sachverständiger für das Kammergericht und die Landgerichts-Bezirke Berlin I, II und III. 1915 heiratete er Dorothea Emma geb. Hirschfeld, genannt Dora, geboren am 19. Dezember 1884 in Berlin. Beide wurden ab 1933 als Juden verfolgt. 1938 verlor er seine Approbation und damit die Existenzgrundlage. Seine Ehefrau erkrankte schwer und starb am 2. Dezember 1939 in Potsdam. Der Witwer sah sich zweieinhalb Jahre später in einer aussichtslosen Situation. Mutmaßlich um der bevorstehenden Deportation zu entgehen nahm er sich am 25. Juli 1942 in Potsdam das Leben. |
|      | HIER WOHNTE HELENE DORNBUSCH GEB. REINHOLD JG. 1875 DEPORTIERT 1942 RIGA FLUCHT IN DEN TOD 24.1.1942                                                               | Alt Nowawes 116                                          | Helene Dornbusch geb. Rheinhold wurde am 28. Dezember 1875 in Koblenz geboren. Sie heiratete den vier Jahre jüngeren Theodor Dornbusch aus Potsdam. Die Ehe blieb kinderlos. Am 7. Januar 1942 wurde ihr Ehemann genötigt, eine Vermögenserklärung zu erstellen und zu fertigen. Am 13. Januar 1942 wurde das betagte Ehepaar zwangsdeportiert, mit dem Transport 8, Zug Da 44 von Berlin nach Riga. Dort nahmen sie sich beide am 24. Januar 1942 das Leben. Die Wohnung der Dornbuschs in Babelsberg wurde geräumt, das Inventar beschlagnahmt und am 3. März 1942 um 10 Uhr vormittags auf dem Gelände der Speditionsfirma Grünefeld in der Wilhelmstraße 83 versteigert. |
|      | HIER WOHNTE THEODOR DORNBUSCH JG. 1879 DEPORTIERT 1942 RIGA FLUCHT IN DEN TOD 24.1.1942                                                                            | Alt Nowawes 116                                          | Theodor Dornbusch wurde am 26. August 1879 in Darmstadt geboren. Seine Eltern führten ein Bürstengeschäft. Er war der Erstgeborene von vier Geschwistern, zwei Brüdern und zwei Schwestern. Er wurde Diplom-Ingenieur und arbeitete nach einer Zwischenstation in Hannover von 1910 bis 1922 bei der Firma Orenstein und Koppel in Drewitz (Kreis Teltow). Er heiratete die vier Jahre ältere Helene geb. Rheinhold aus Koblenz. Die Ehe blieb kinderlos. Beide Brüder dienten im Ersten Weltkrieg. Sein Bruder Julius rückte freiwillig ein und fiel 1915. Theodor Dornbusch wurde an die Ostfront geschickt, konnte aber überleben. Ab 1918 lebte das Ehepaar in der Wilhelmstraße 118 (heute Alt Nowawes 116). Er unterstützte seine nach wie vor in Darmstadt lebenden Schwester. Eine Zeit lang war er der Firma AEG in Berlin als Ausbildner beschäftigt, später vorübergehend als Konstrukteur bei Union-Kupplung in Berlin. Zeitweilig war er arbeitslos. Am 7. Januar 1942 wurde er genötigt, eine Vermögenserklärung zu erstellen und zu fertigen. Daraus ergab sich, dass er eine Pension von 92,50 Reichsmark monatlich bezog. Am 13. Januar 1942 wurde das betagte Ehepaar zwangsdeportiert, mit dem Transport 8, Zug Da 44 von Berlin nach Riga. Dort nahmen sie sich beide am 24. Januar 1942 das Leben. |
|      | HIER WOHNTE ROSA FABIAN GEB. HAUER JG. 1880 DEPORTIERT 1942 RIGA 1943 AUSCHWITZ ERMORDET                                                                           | Charlottenstraße 95                                      | Rosa Fabian |
|      | HIER WOHNTE MARGOT FALKENBURG GEB. BRAUER JG. 1910 DEPORTIERT 1942 RIGA STUTTHOF ERMORDET 14.1.1945                                                                | Alt Nowawes 36                                           | Margot Falkenburg geb. Brauer wurde am 11. Juli 1910 in Potsdam als Tochter des Kaufmanns Max Brauer geboren. Sie verbrachte ihre Kindheit in ihrer Heimatstadt und heiratete Heinz Siegfried Falkenburg (geboren am 6. Januar 1903 in Dessau). Margot wohnte lange bei ihrem Vater, als Beruf gab sie Kontoristin an. Sie bemühte sich um eine Ausreisegenehmigung zuerst nach England, wohin ihr Ehemann emigriert war, dann nach Argentinien, wo ihre Schwägerin Elly Falkenburg lebte. Ab 1. Oktober 1939 wohnte sie bei Kurt Samter (siehe unten) in der Babelsberger Wilhelmstraße 36 (heute Alt Nowawes 36) zur Untermiete. Zur Auswanderung kam es nicht mehr, sie musste stattdessen Zwangsarbeit verrichten. Für einen Wochenlohn von 17 bis 18 Reichsmark arbeitete sie als Spulerin im Textilwerk Glissa in Potsdam-Babelsberg. Am 13. Januar 1942 wurde sie mit dem 8. Osttransport – gemeinsam mit 1034 weiteren Potsdamer und Berliner Juden, darunter auch ihr Vermieter Kurt Samter – in das Ghetto von Riga deportiert. Dort kam sie am 16. Januar 1942 an. 1943 wurde sie in das KZ Kaiserwald deportiert, nach dessen Räumung in das KZ Stutthof. Dort kam sie am 1. Oktober 1944 an. Am 14. Januar 1945 wurde Margot Falkenburg vom NS-Regime ermordet. Ihr Ehemann wurde 1940 in Großbritannien interniert und danach mit der Dunera nach Australien deportiert. Bis Kriegsende musste er in Lagern leben. Danach ging er nach Haifa in Palästina, wo er Jahrzehnte später starb. |
|      | HIER WOHNTE PAULA GORMANNS GEB. HIRSCHBRUCH JG. 1888 DEPORTIERT 1942 RIGA ERMORDET 5.11.1943 AUSCHWITZ                                                             | Ludwig-Richter-Straße 30                                 | Paula Gormanns geb. Hirschbruch wurde am 10. April 1888 in Magdeburg als Tochter von Lesser Hirschbruch und Rosa geb. Grant geboren. Sie heiratete Siegfried Gormanns (siehe unten). Das Ehepaar lebte zuerst in Stettin, wo die beiden Söhne zur Welt kamen, Kurt Simon (geb. am 9. September 1919) und Walter David (geboren 1925, siehe unten). Später übernahm der Ehemann das kleine Textilgeschäft ihres Vaters in Potsdam. Paula Gormanns war Hausfrau und Mutter, unterstützte ihren Mann bei der Führung des Geschäfts und galt als sehr gesellige Person. Sie traf sich regelmäßig mit ihren Freundinnen und kam auch sozialen Verpflichtungen in der jüdischen Gemeinde nach. Die Familie bezog zuerst eine Wohnung hinter dem Alten Rathaus, am heute nicht mehr existierenden Blücherplatz, und wohnte zuletzt in der heutigen Ludwig-Richter-Straße 30. Der Sohn Kurt besuchte das Gymnasium, litt jedoch sehr unter den antisemitischen Beschimpfungen und den Schlägen seiner Klassenkameraden und früheren Fußballfreunde. Er entschloss sich schon mit 17 Jahren zur Emigration, ging nach Haifa in Palästina und trat im Dezember 1936 dort eine Lehrstelle als Kellner an. Mutter, Vater und der jüngere Bruder hingegen wurden verhaftet und am 13. Januar 1942 ins Ghetto Riga deportiert. Im August 1942 starb dort der Ehemann und Vater. Paula Gormanns und ihr jüngerer Sohn wurden wenig später in das Vernichtungslager Auschwitz deportiert und dort am 5. November 1943 vom NS-Regime ermordet. Kurt Simon Gormanns überlebte die Shoah. Er arbeitete als Busfahrer und starb am 28. September 2008 in Haifa. |
|      | HIER WOHNTE SIEGFRIED GORMANNS JG. 1878 DEPORTIERT 1942 RIGA ERMORDET AUG. 1942                                                                                    | Ludwig-Richter-Straße 30                                 | Siegfried Gormanns wurde am 1. Januar 1878 in Mannheim geboren. Seine Eltern waren Simon Gormanns (1846–1885) und Helene geb. Aberle (1852–1925). Er hatte vier Geschwister, Thekla (geb. 1875, spätere Baer), Amanda (geb. 1876, spätere Zivi), Laure (geb. 1879, spätere Hirschle) und Leopold (geb. 1880). Er heiratete Paula geb. Hirschbruch. Das Ehepaar wohnte zuerst in Stettin, wo auch die beiden Söhne zur Welt kamen: Kurt Simon (geb. 1919), der bereits 1936 nach Palästina auswanderte, und Walter David (geb. 1925, siehe unten). In der Folge übernahm Siegfried Gormanns das kleine Textilgeschäft seines Schwiegervaters Lesser Hirschbruch in Potsdam. Das Geschäft befand sich in der Brandenburger Straße 33, später übersiedelte man auf den Wilhelmplatz, Ecke Charlottenstraße. Er wurde von seiner Frau in der Führung des Geschäftes unterstützt. Die Familie wohnte zuerst am Blücherplatz, später in der heutigen Ludwig-Richter-Straße 30. Er wurde gemeinsam mit seiner Frau und seinem jüngeren Sohn aus rassistischen Gründen verhaftet und am 13. Januar 1942 in das Ghetto Riga deportiert. Dort starb er im August 1942. Frau und Sohn Walter wurden am 5. November 1943 im Konzentrationslager Auschwitz ermordet. Sohn Kurt konnte im Exil überleben. |
|      | HIER WOHNTE WALTER DAVID GORMANNS JG. 1925 DEPORTIERT 1942 RIGA ERMORDET 5.11.1943 AUSCHWITZ                                                                       | Ludwig-Richter-Straße 30                                 | Walter David Gormanns wurde am 15. Mai 1925 in Stettin geboren. Seine Eltern waren Siegfried Gormanns und Paula geb. Hirschbruch (siehe oben). Er hatte einen älteren Bruder, Kurt, geboren 1919. Die Familie übersiedelte nach Potsdam, wo der Vater das Textilgeschäft seines Schwiegervaters übernahm. Kurt flüchtete 1936 nach Palästina und konnte als einziger den Holocaust überleben. Vater, Mutter und Sohn Walter wurden am 13. Januar 1942 in das Ghetto Riga deportiert. Dort starb der Vater im August 1942. Danach wurde Walter Gormanns gemeinsam mit seiner Mutter in das Konzentrationslager Auschwitz deportiert. Die letzten Monate seines Lebens verbrachte er damit, die in Auschwitz ankommenden Deportationszüge von Exkrementen und Toten zu reinigen. Am 5. November 1943 wurden er und seine Mutter vom NS-Regime ermordet. |
|      | HIER WOHNTE SAMUEL GUTTMANN JG. 1879 DEPORTIERT 1942 THERESIENSTADT TOT 17.5.1943                                                                                  | Am Platz der Einheit 2                                   | Samuel Gutmann wurde 25. Juni 1879 in Königsberg (Ostpreußen) geboren. Seine Mutter war Rebecca geb. Sack, sie stammte aus Litauen. Samuel wohnte, bis es die Wohnung verlassen musste, auf dem Gelände der Synagogengemeinde. Er war ein Schüler Eduard Birnbaums, des Schöpfers von Werken der Synagogenmusik, und wurde schließlich selbst Kantor, Lehrer und später Oberkantor. Er war der Amtsnachfolger von Zemach Schönberger (1852–1906), der jahrelang das Jüdische Leben Potsdams geprägt hatte. Er wurde zum 2. Vorsitzenden des Allgemeinen Deutschen Kantorenverbandes berufen. Er hatte gute Verbindungen zum Organisten und Glockenspieler der christlichen Garnisonkirche, Professor Otto Becker, mit dem er mehrfach gemeinsam musizierte. Am 28. Oktober 1942 wurde er im Alter von 63 Jahren gemeinsam mit weiteren 99 Personen im „Alterstransport I/72“ aus Berlin in das Konzentrationslager Theresienstadt deportiert. Dort starb er am 17. Mai 1943. Seine Frau kam im jüdischen Altersheim in der Babelsberger Bergstraße ums Leben. An die beiden erinnert ein von John Gersmann und Beate Spier gestifteter und aufgestellter Gedenkstein auf dem jüdischen Friedhof von Potsdam. |
|      | HIER WOHNTE ALICE HERZER GEB. FRAENKEL JG. 1884 FLUCHT 1938 FRANKREICH INTERNIERT DRANCY DEPORTIERT 1944 ERMORDET IN AUSCHWITZ                                     | Virchowstraße 24                                         | Alice Herzer |
|      | HIER WOHNTE HUGO HERZER JG. 1872 FLUCHT 1938 FRANKREICH INTERNIERT DRANCY DEPORTIERT 1944 ERMORDET IN AUSCHWITZ                                                    | Virchowstraße 24                                         | Hugo Herzer |
|      | HIER WOHNTE DR. GUSTAV ADOLF HERZFELD JG. 1861 BERUFSVERBOT 1938 DEPORTIERT 1942 THERESIENSTADT ERMORDET 27.10.1942                                                | Potsdamer Straße 60                                      | Dr. Gustav Adolf Herzfeld wurde am 7. Mai 1861 in New York geboren. Er entstammte einer deutschen Bankiersfamilie, seine Eltern waren Josef Herzfeld (1824–1901) und Ida geb. Hallgarten (1837–1899). Er hatte drei Geschwister, Georg (1859–1929), Marie Josephine Victoria, später verehelichte Vohsen (1865–1930), auch Meemy genannt, und Rosa Eleonora, später verehelichte von den Steinen (1867–1944). Er studierte Rechtswissenschaft und heiratete Elise geb. Hemmerling. Das Paar hatte einen Sohn, Joachim. 1903 zog die Familie nach Potsdam, wo Herzfeld eine Villa im Stil des Neubarock errichten ließ. Das Gebäude befindet sich in der heutigen Geschwister-Scholl-Straße 54. Die Familie stand in engem Kontakt mit Verlegern, Schriftstellern und Industriellen und bereicherte das kulturelle Leben der Stadt. 1908 trat er in der Berliner Petri-Gemeinde zum evangelischen Glauben über, 1909 wurde er als Anwalt zugelassen. Sein Sohn fiel im Ersten Weltkrieg. Seine Frau beging 1923 Selbstmord. Er übersiedelte in die heutige Potsdamer Straße 60 und gehörte fortan zur Kirchengemeinde Bornim. Nach der Machtergreifung der Nationalsozialisten konnte er als sogenannter „Altanwalt“ vorerst seine Zulassung behalten. Er schloss sich mit Kollegen jüdischer Herkunft in einer Gemeinschaftskanzlei zusammen. 1938 erhielt auch er Berufsverbot. Er musste den Judenstern tragen. 1942 folgte die Zwangseinweisung in ein sogenanntes jüdische Altenheim in Babelsberg. Daraufhin versuchte er sich im Alter von 81 Jahren das Leben zu nehmen. Der Selbstmord misslang, er wurde ins St.-Josefs-Spital gebracht, gesund gepflegt und am 3. Oktober 1942 mit dem 3. „Großen Alterstransport“ in das Konzentrationslager Theresienstadt deportiert. Dort wurde er am 27. Oktober 1942 ums Leben gebracht. 1984 wurde eine Gedenktafel für den Juristen in Potsdam enthüllt. Zur Verlegung der Stolpersteine kamen Großnichten aus der Schweiz angereist. |
|      | HIER WOHNTE META HIRSCHMANN GEB. KATZMANN JG. 1865 FLUCHT 1939 NORWEGEN DEPORTIERT 1942 ERMORDET IN AUSCHWITZ                                                      | Jägerallee 7                                             | Meta Hirschberg |
|      | HIER WOHNTE MORITZ 'MAX' HIRSCHBRUCH JG. 1876 DEPORTIERT 1943 THERESIENSTADT TOT 10.5.1943                                                                         | Kiezstraße 10a                                           | Moritz Max Hirschbruch wurde am 20. März 1876 in Czersk, Westpreußen, geboren. Seine Eltern waren Falk Hirschbruch und Paulina geb. Margoniska. Er hatte mindestens vier Schwestern und zwei Brüder, einer von ihnen war Lesser Hirschbruch, der Vater von Paula Gormanns (siehe oben). Er heiratete die Potsdamerin Meta Berndt und übernahm nach dem Tod des Schwiegervaters dessen gutgehende Großhandelsfirma. Diese war auf Kolonialwaren, Kaffeeimport und Hefeproduktion spezialisiert und beschäftigte bis zu vierzig Arbeiter und Angestellte. Mit Pferdewagen und Lieferautos wurden vor allem die Stammkunden in Potsdam und Umgebung beliefert, die Konditoreien Braun, Genicke, Klaeden, Ludwig, Rabin und Weiss, aber auch Lebensmittelgeschäfte, Bäckereien und Hotels. Die Eheleute Hirschbruch hatten drei Kinder, Fritz (geb. 1910), Margot und Liselotte, welche jedoch bereits nach wenigen Wochen starb. Wirtschaftskrise und der Boykott jüdischer Firmen auf Anordnung des NS-Regimes brachten die Firma bereits in den Jahren 1933 und 1934 in eine existentielle Krise. Das Grundstück in der Brauerstraße 6 musste veräußert werden und 1934 übersiedelte man – mit schrumpfendem Angebot und ausbleibender Kundschaft – in die Kellerräumlichkeiten des Hauses Kiezstraße 10a. Der Enkelsohn besuchte die Schule in der Dortustraße bis eines Tages der Schuldirektor mitteilte, der Junge sei zwar ein guter Schüler, könne aber nicht länger eine „arische Schule“ besuchen. Der Junge übersiedelte in die Schönhauser Allee, an das Auerbachsche Waisenhaus. In der Pogromnacht 1938 drangen Nazis in das Kinderheim ein und wollten es abfackeln. Ältere Schüler konnten es verhindern. Die Synagoge am Wilhelmplatz wurde angezündet und brannte ab. In der Pogromnacht wurde Moritz Hirschbruch verhaftet und im Konzentrationslager Oranienburg interniert. Tochter Margot, inzwischen Teilhaberin im väterlichen Betrieb, wurde zur Aufgabe der Firma ohne jede Gegenleistung genötigt – unter der Drohung, sie werde sonst den Vater nicht mehr wiederzusehen. Die Verhaftung des Ehemannes und der Verlust der Existenzgrundlage der Familie erregten die Frau von Moritz Hirschbruch derart, dass sie verstarb. Nach seiner Entlassung aus dem KZ fand der nunmehrige Witwer Unterkunft im jüdischen Altersheim von Babelsberg. Zwar konnte sein Enkelsohn David Levin die Shoah überleben, er war eines von 1.000 Kindern, die am 14. August 1939 mit einem Kindertransport per Zug über Holland nach Großbritannien gebracht werden konnten. Doch waren Familie und Besitz endgültig zerstört, die Frau tot, Sohn und Schwiegertochter in den Niederlanden, der Enkelsohn in England. Im Mai und Oktober 1942 versandte er zwei vorgedruckte Kriegspostkarten des Roten Kreuzes, die letzten Lebenszeichen. Er schreibt von großer Sehnsucht, „Wanderfurcht“ und Gottvertrauen. Am 12. Januar 1943 wurde Moritz Hirschbruch mit dem „79. Alterstransport“ in das Konzentrationslager Theresienstadt deportiert. Dort starb er, durch Transport und Krankheit geschwächt, am 10. Mai 1943. Fritz Hirschbruch wurde am 27. März 1910 in Potsdam geboren. Er heiratete Edith geb. Herzog, geb. am 6. März 1914 in Berlin als Tochter von Max und Liess Herzog. Das Paar wohnte in Berlin und flüchtete zu einem unbekannten Zeitpunkt in die Niederlande. Die beiden wurden dort vom NS-Regime gefasst und 1943 in das Konzentrationslager Auschwitz deportiert. Das Gedenkbuch, hg. vom Bundesarchiv, und die niederländische Oorlogsgravenstichting datieren die Ermordung von Edith Hirschbruch mit 10. September 1943 und von Fritz Hirschbruch mit 31. März 1944. |
|      | HIER WOHNTE FRITZ HIRSCHFELD JG. 1886 FLUCHT 1939 HOLLAND INTERNIERT WESTERBORK DEPORTIERT 1943 THERESIENSTADT 1944 AUSCHWITZ ERMORDET                             | Griebnitzstraße 8                                        | Fritz Hirschfeld hatte von 1927 bis 1933 den Vorsitz des Potsdamer Amtsgerichts inne und gehörte zu den angesehensten Juristen der Stadt. Aufgrund seiner jüdischen Herkunft wurde er von den Nationalsozialisten verfolgt und ermordet. |
|      | HIER WOHNTE WILHELM KANN JG. 1880 DEPORTIERT 1943 THERESIENSTADT TOT 4.1.1944                                                                                      | Friedrich-Ebert-Straße 113                               | Wilhelm Kann war der letzte Jude von Potsdam. Er wurde am 17. November 1880 in eine großbürgerliche Familie geboren. Sein Vater war Eigentümer eines Bankhauses, welches seit 1842 bestand und über einen guten Ruf verfügte. Er selbst wurde ebenfalls Bankier, blieb aber letztlich glücklos. Nach der Machtergreifung der Nationalsozialisten im Januar 1933 übernahm er Handelsvertretungen. Er arbeitete für die Synagogengemeinde und die Reichsvereinigung der Juden, widmete seine Tatkraft vor allem dem jüdischen Leben. Er lebte am Ende ganz allein in einer ungeheizten Dachgeschosswohnung seines Elternhauses. Am 18. Juni 1943 wurde Wilhelm Kann als angeblicher Auswanderer „polizeilich abgemeldet“. Die spärliche Einrichtung und seine Restbarschaft wurden eingezogen und im September 1943 versteigert. Er wurde am 29. Juni 1943 von Berlin mit dem Transport I/97, Nr. 13.499, in das Konzentrationslager Theresienstadt deportiert. Danach galt Potsdam als „judenrein“. Sein preußisches Pflichtgefühl kostete ihm am 4. Januar 1944 in Theresienstadt das Leben. Den vier Kindern gelang die Emigration. Dadurch überdauerte auch sein Name: Enkelsohn Michael Kann wurde Regisseur, Drehbuchautor, Darsteller. Er setzt sich in seinem Werk vor allem mit der Judenverfolgung auseinander. Das Filmmuseum Potsdam zeigte in einer Dauerausstellung in Verbindung mit dem Wirken Michael Kanns eine erschütternde letzte Postkarte an die Kinderfrau der Familie, Anna Groß. |
|      | HIER WOHNTE CLARA KAUF JG. 1897 DEPORTIERT 1943 THERESIENSTADT TOT 27.2.1943                                                                                       | Karl-Marx-Straße 8                                       | Clara Kauf wurde am 30. August 1897 geboren. Ihre Eltern waren Emil Kauf und Pauline geb. Mosheim (siehe unten). Sie war ab der Geburt gelähmt und wurde von ihrer Mutter und einer Pflegerin versorgt. Da ihre Eltern wohnsituiert waren, blieb ihr ein Heimschicksal erspart. Nach der Machtübernahme der Nationalsozialisten jedoch verdüsterten sich die Perspektiven der behinderten Frau. Gemeinsam mit ihren Eltern wurde sie am 13. Januar 1943 in das Konzentrationslager Theresienstadt deportiert. Dort verstarben alle drei Familienangehörigen in rascher Folge in der ersten Jahreshälfte 1943, zuerst die Tochter am 27. Februar, dann die Mutter am 11. und schließlich der Vater am 21. Juni 1943. |
|      | HIER WOHNTE EMIL KAUF JG. 1863 DEPORTIERT 1943 THERESIENSTADT TOT 21.6.1943                                                                                        | Karl-Marx-Straße 8                                       | Emil Kauf wurde am 1. Mai 1863 in Samter (Posen) als Sohn von Joseph Kauf (1822–1898) und Karoline geb. Sliwinski (um 1820–1888) geboren. Er hatte drei Brüder und eine Schwester, die alle lang vor ihm verstarben. Er ist ab 1889 in Berliner Adressbüchern verzeichnet, anfänglich als „Handelsmann“. Er heiratete Pauline geb. Mosheim. Am 30. August 1897 wurde die gemeinsame Tochter Clara geboren, die seit Geburt gelähmt war. Sie wurde von der Mutter und einer Pflegerin betreut. 1902 gründete er eine eigene Firma für die Fertigung von Damenmänteln, die ihren Sitz bis 1926 in der Kronenstraße 37 hatte. Berlin war damals ein berühmtes Pflaster der Modewelt und mit großem Geschick konnte Emil Kauf den Aufstieg seines Unternehmens erreichen. Das Modehaus übersiedelte zuerst in die Jerusalemer Straße, dann in die Charlottenstraße 64. Im Jahr 1912 erwarb er für die Familie in der reizvollen Villenkolonie Neubabelsberg ein Grundstück und errichtete ein Wohnhaus. In der NS-Zeit begann die systematische Beraubung der Familie, zuerst durch die Verordnung zur Ausschaltung der Juden aus dem deutschen Wirtschaftsleben, die Emil Kauf zur Auflösung der Traditionsfirma zwang. Sein Vermögen musste in amtlichen Vordrucken aufgelistet, Wertgegenstände mussten abgeliefert werden. Es folgte die Judenvermögensabgabe und schließlich im November 1941 der Zwangsverkauf von Haus und Grundstück. Bemühungen um Auswanderung scheiterten am fortgeschrittenen Alter des Ehepaares, danach am Kriegsausbruch. Nachdem sie fast alles verloren hatten, mussten sie um Aufnahme im „Alters- und Siechenheim der Reichsvereinigung“ in Potsdam-Babelsberg ansuchen und wurden danach noch zu einem „Heimeinkaufvertrag“ für das Konzentrationslager Theresienstadt genötigt. Die Familie Kauf wurde mit dem Transport vom 13. Januar 1943 nach Theresienstadt deportiert. Dort verstarben alle drei Familienangehörigen in rascher Folge in der ersten Jahreshälfte 1943, die Tochter am 27. Februar, die Mutter am 11. und der Vater am 21. Juni 1943. |
|      | HIER WOHNTE PAULINE KAUF GEB. MOSHEIM JG. 1865 DEPORTIERT 1943 THERESIENSTADT TOT 11.6.1943                                                                        | Karl-Marx-Straße 8                                       | Pauline Kauf geb. Mosheim wurde am 21. Juni 1865 als Tochter von Sally Mosheim und Rosa geb. Katzenstein geboren. Sie hatte einen Bruder, Karl Mosheim (1862–1936). Sie heiratete Emil Kauf (siehe oben), einen später höchst erfolgreichen Textilkaufmann in Berlin. Das Ehepaar hatte eine Tochter, Clara, geboren am 30. August 1897, die seit Geburt gelähmt war (siehe oben). Im Jahr 1912 übersiedelte die Familie in eine Villa in Potsdam. Die Pflege der Tochter wurde von der Mutter gemeinsam mit einer Pflegerin bewältigt. Pauline Kauf, ihr Ehemann und ihre Tochter wurden am 13. Januar 1943 in das Konzentrationslager Theresienstadt deportiert. Dort verstarben alle drei Familienangehörigen in rascher Folge in der ersten Jahreshälfte 1943, zuerst die Tochter am 27. Februar, dann die Mutter am 11. und schließlich der Vater am 21. Juni 1943. |
|      | HIER WOHNTE WALTER KLAUSCH JG. 1907 IM WIDERSTAND 'SCHUTZHAFT' 1933 ORANIENBURG DEPORTIERT 1942 ERMORDET 16.6.1933                                                 | Neue Straße 3                                            | Walter Klausch |
|      | HIER WOHNTE ALFRED LEHMANN JG. 1908 VERHAFTET 1938 'RASSENSCHANDE' ZUCHTHAUS BRANDENBURG ZUCHTHAUS CELLE 1941 SACHSENHAUSEN ERMORDET 9.9.1941 GROSS-ROSEN          | Weinbergstraße 36                                        | Alfred Lehmann wurde am 30. Oktober 1908 in Potsdam geboren. Er war der zweite Sohn von Dr. Siegfried und Margarete Lehmann. Sein Bruder hieß Günter, geb. 1905. Alfred besuchte ab 1917 das städtische Realgymnasium und ab 1924 die städtische Oberrealschule. Dort absolvierte er 1927 das Abitur. Danach studierte er Rechtswissenschaften in Heidelberg, München und Berlin. 1931 legte er das erste juristische Staatsexamen ab, doch konnte er das zweite juristische Staatsexamen aufgrund des Gesetzes zur Wiederherstellung des Berufsbeamtentums vom 7. April 1933 nicht mehr ablegen. Für jüdische Juristen herrschte im NS-Regime (vorerst mit bestimmten Ausnahmen) Berufsverbot. Er bewarb sich bei der Berliner Firma Gebrüder Peiser und wurde am 1. Mai 1933 als kaufmännischer Angestellter aufgenommen. Er wohnte weiterhin bei den Eltern in der Potsdamer Augustastraße 36 (heute Weinbergstraße). Am 23. September 1938 wurde er aufgrund einer Denunziation verhaftet, gegen ihn wurde der Vorwurf der sogenannten Rassenschande erhoben. Die für Oktober 1938 geplante Flucht aus Deutschland scheiterte somit. Am 9. November 1938 wurde er in einem Prozess vor dem Landgericht Potsdam zu einer Zuchthausstrafe von zwei Jahren und sechs Monaten verurteilt, wegen des Verstoßes gegen das Gesetz zum Schutze des deutschen Blutes und der deutschen Ehre. Er wurde am 29. November 1938 in das Zuchthaus Brandenburg überstellt, später in das Zuchthaus Celle. Dort musste er im Außenarbeitskommando Mulmshorn Schwerstarbeit verrichten, die ihn gesundheitlich massiv schädigte. Am 19. März lief seine Haftzeit aus, doch wurde er nicht entlassen. Er wurde in das Polizeigefängnis Potsdam überstellt, in „Schutzhaft“ genommen und am 5. April 1941 in das Konzentrationslager Sachsenhausen deportiert. Am 9. September 1941 wurde Alfred Lehmann vom NS-Regime im Konzentrationslager Groß-Rosen ermordet. Seinem Bruder Günter gelang 1939 mit seiner Familie die Flucht in die USA. Die Mutter wurde nach Auschwitz deportiert, der Vater starb im Jüdischen Krankenhaus von Berlin. |
|      | HIER WOHNTE MARGARETE LEHMANN JG. 1882 DEPORTIERT 1943 ERMORDET 12.1.1943 AUSCHWITZ                                                                                | Weinbergstraße 36                                        | Margarete Lehmann geb. Lipschütz wurde am 1. März 1882 in Breslau geboren. Sie heiratete den Juristen Siegfried Lehmann aus Neustettin. Das Paar ließ sich Potsdam nieder und hatte zwei Söhne, Günter (geboren 1905) und Alfred (geboren 1908, siehe oben). Ihr Ehemann betrieb ab 1920 eine Kanzlei. 1933 wurde ihm das Notariat entzogen, 1938 erhielt er Berufsverbot und wurde erwerbslos. Die Lage der Familie verschlechterte sich dramatisch. Das Ehepaar musste in das Jüdische Altersheim in Potsdam-Babelsberg übersiedeln und schließlich Potsdam verlassen. In Berlin wurden sie getrennt. Während ihr Ehemann im Jüdischen Krankenhaus verblieb, wurde Margarete Lehmann im Januar 1943 mit dem sogenannten 26. Osttransport in das Konzentrationslager Auschwitz deportiert und dort ermordet. Sohn Günter gelang noch 1939 mit seiner Familie die Flucht in die USA. Sohn Alfred wurde am 9. September 1941 im KZ Groß-Rosen ermordet. Der Ehemann überlebte Margarete Lehmann nur um wenige Tage, er starb am 7. Februar 1943 im Jüdischen Krankenhaus von Berlin. Sie selbst wurde erst 1952 für tot erklärt. |
|      | HIER WOHNTE DR. SIEGFRIED LEHMANN JG. 1874 BERUFSVERBOT 1938 GEDEMÜTIGT / ENTRECHTET TOT 7.2.1943                                                                  | Weinbergstraße 36                                        | Dr. Siegfried Lehmann wurde am 16. April 1874 in Neustettin geboren, studierte Rechtswissenschaft und heiratete die aus Breslau stammende, acht Jahre jüngere Margarete Lipschütz. Das Paar hatte zwei Söhne, Günter (geboren 1905) und Alfred (geboren 1908, siehe oben). Er wurde Rechtsanwalt und betrieb ab 1920 gemeinsam mit Herbert Marcuse in der Brandenburger Straße 24 eine Kanzlei. Bereits im Sommer 1933 wurde ihm das Notariat entzogen. Als sogenannter Altanwalt konnte er jedoch weiterhin als Rechtsanwalt tätig sein. Im September 1938 wurde der jüngere Sohn verhaftet. Am 1. Dezember 1938 trat das allgemeine Berufsverbot für jüdische Rechtsanwälte in Kraft und Dr. Siegfried Lehmann verlor im Alter von 64 Jahren seine Existenzgrundlage. Dem älteren Sohn Günter und seiner Familie gelang 1939 die Flucht in die USA. In den Jahren 1941 und 1942 lebte das verarmte Ehepaar im Jüdischen Altersheimes in der Bergstraße 1. Ende 1942 mussten sie Potsdam verlassen und wurden nach Berlin gebracht. Margarete Lehmann wurde im Januar 1943 mit dem sogenannten 26. Osttransport in das Konzentrationslager Auschwitz deportiert und dort ermordet. Dr. Siegfried Lehmann blieb in Berlin zurück und starb am 7. Februar 1943 im Jüdischen Krankenhaus. Er wurde auf dem Jüdischen Friedhof in Berlin-Weißensee bestattet. |
|      | HIER WOHNTE ERIKA LÖVIN JG. 1911 FLUCHT 1933 TSCHECHOSLOWAKEI SCHWEDEN                                                                                             | Garnstraße 4                                             | Erika Lövin |
|      | HIER WOHNTE HERMANN MAASS JG. 1897 IM WIDERSTAND VERHAFTET 8.8.1944 VOLKSGERICHTSHOF TODESURTEIL HINGERICHTET 20.10.1944 PLÖTZENSEE                                | Hermann-Maaß-Straße 37                                   | Hermann Maaß |
|      | HIER WOHNTE WILHELM MARQUARDT JG. 1907 IM WIDERSTAND VERHAFTET 2.12.1937 GESTAPO-GEFÄNGNIS CHEMNITZ TOT 6.6.1938 UMSTÄNDE NIE GEKLÄRT                              | Benzstraße 32                                            | Wilhelm Marquardt |
|      | HIER WOHNTE KÄTHE MEYERSTEIN GEB. ADAM JG. 1884 DEPORTIERT 1942 RIGA 1943 AUSCHWITZ ERMORDET                                                                       | Neu Fahrland, Spandauer Straße 14                        | Käthe Meyerstein geb. Adam wurde am 10. Juli 1884 in Berlin geboren. Ihre Eltern waren Saul und Fanny Adam. Sie heiratete Paul Otto Meyerstein, einen Geschäftsmann. Das Ehepaar hatte zwei Söhnen und lebte in Neu Fahrland. Während den Söhnen die Flucht in die USA glückte, gelang den Eltern die Emigration nicht. Beide wurden am 13. Januar 1942 mit dem Transport No. 44 ins Ghetto von Riga deportiert. Dort verstarb ihr Ehemann. Am 5. November 1943 wurde sie nach Auschwitz verschleppt, wo sie ermordet wurde. |
|      | HIER WOHNTE PAUL OTTO MEYERSTEIN JG. 1876 DEPORTIERT 1942 RIGA ERMORDET                                                                                            | Neu Fahrland, Spandauer Straße 14                        | Paul Otto Meyerstein wurde am 29. Juni 1876 in Berlin geboren. Seine Eltern waren Hugo Ernst Meyerstein und Henrietta. Er war Landbesitzer und Geschäftsmann. 1920 erwarb er die alte Bäckerei Am Wiesenrand in Neu Fahrland. Dort lebte er dann mit seiner Frau Käthe geb. Adam und zwei Söhnen. Während den Söhnen die Flucht in die USA glückte, gelang den Eltern die Emigration nicht. Beide wurden am 13. Januar 1942 ins Ghetto von Riga deportiert. Paul Otto Meyerstein verstarb dort 1943. Seine Frau wurde nach Auschwitz deportiert und dort ermordet. |
|      | HIER WOHNTE SELMA NEUMANN GEB. HORRWITZ JG. 1862 DEPORTIERT 1942 THERESIENSTADT TOT 27.9.1942                                                                      | Friedrich-Ebert-Straße 13 (vormals Nauener Straße 41)    | Selma Neumann geb. Horrwitz entstammte einer erfolgreichen Bankiersfamilie. Sie wurde am 1. Februar 1862 in Potsdam als Tochter von Adolf und Louisa Hornwitz geboren und wuchs gemeinsam mit ihrem Bruder James im Obergeschoss des Hauses Nauener Straße 41 auf. In diesem Haus lebte sie ihr ganzes Leben lang, bis zur Deportation. Sie heiratete den Arzt Hermann Neumann, geboren 1859. Das Paar hatte eine Tochter, Charlotte Luise Henriette, geboren am 18. Januar 1890 in Potsdam. Selmas Ehemann war Sanitätsrat, Geburtshelfer, Vorstandsmitglied und ärztlichen Berater der Potsdamer Synagogengemeinde. Er führte seine Ordination im Erdgeschoss des Hauses Nauener Straße 41. Im Jahr 1901 verstarb Selma Neumanns Bruder in Berlin, 1908 ihr Vater. Sie war Alleinerbin und das Haus wurde auf ihren Namen überschrieben. Die Tochter heiratete Herrmann Schreiber (1882–1954), der 1912 Rabbiner von Potsdam wurde. Die beiden hatten einen Sohn, Paul, geboren im Juli 1911 in Potsdam. Am 6. Dezember 1935 verstarb ihr Ehemann. Auf Grund seiner Verdienste bekam er ein Grab in der Ehrenreihe des Jüdischen Friedhofs von Potsdam. Wie alle Juden in Deutschland, wurde auch Selma Neumann schrittweise ihres gesamten Vermögens beraubt, unter anderem durch die sogenannte Judenvermögensabgabe. Es wurde ein Verfügungsverbot über ihre Immobilien verhängt, 1938 musste sie ihren gesamten Besitz akribisch auflisten, darunter Familienerbstücke und Hochzeitsgeschenke. Schritt für Schritt wurde all ihr Besitz beschlagnahmt. Sie selbst wurde verhaftet und nach Berlin gebracht, Am 19. August 1942 wurde die inzwischen 80-jährige Dame von Berlin aus mit dem 45. Alterstransport in das Konzentrationslager Theresienstadt deportiert. Drei Tage vor ihrem Tod versteigerte man die wertvolle Wohnungseinrichtung, die Nachbarn bekamen den Zuschlag. Die Deportation überlebte sie nicht lange, sie starb am 27. September 1942 in Theresienstadt. Auf der Todesfallanzeige ist als Ursache Enteritis angegeben. Tochter, Schwiegersohn und Enkelsohn konnten Anfang 1939 nach London emigrieren und so die Shoah überleben. Charlotte Schreiber starb am 26. November 1975. Sie ist gemeinsam mit ihrem Ehemann am Jüdischen Friedhof in Berlin-Weißensee bestattet. An Selma Neumann erinnert eine Gedenkinschrift am Grab ihres Ehemannes in Potsdam. |
|      | HIER WOHNTE ALBERT ROSENBAUM JG. 1875 DEPORTIERT GHETTO WARSCHAU ?                                                                                                 | Körnerweg 4                                              | Albert Rosenbaum, auch Bernhard Rosen, wurde am 17. Juni 1875 in Berlin geboren. Er war das jüngstes von vier Kindern und wuchs am Prenzlauer Berg auf. Zunächst besuchte er das Luisenstädtische Gymnasium, später ein Realgymnasium. Nach dem Schulabschluss begann er eine Lehre als Bankangestellter, brach diese jedoch ab um sein Glück als Schauspieler zu versuchen. 1895 nahm er den Künstlernamen Bernhard Rosen an. Er beteiligte sich an mehreren Berliner Theatern. Im Potsdamer Walhalla-Theater lernte er Betty Bukofzer (siehe unten) kennen, Mitarbeiterin im Direktorenbüro, seine spätere Ehefrau, die für ihre schöne Stimme bekannt war. Im Ersten Weltkrieg diente er als Infanterist in Rumänien. Auch hier nahm er Engagements an, beispielsweise am Theater in Focșani. Am 17. August 1917 heiratete er während eines Heimaturlaubes seine Betty. Das Paar bekam zwei Söhne: Eric, der eine Kellnerlehre absolvierte und rechtzeitig nach Philadelphia auswandern konnte, und Gerhard, der mit einem Kindertransport nach England geschickt wurde. 1928 übersiedelte die Familie von Berlin nach Babelsberg, in den Körnerweg 4. Im Jahr 1935 wurde Albert Rosenbaum aus rassistischen Gründen aus der Reichstheaterkammer ausgeschlossen und durfte nicht mehr auftreten. Das Ehepaar verlor das Haus durch Zwangsverkauf und musste 1942 ausziehen. Sie kamen in eine Sammelwohnung in der Großbeerenstraße 98 und wurden von dort aus wenig später in das Warschauer Ghetto deportiert. Noch im selben Jahr starb dort Albert Rosenbaum. Seine Frau wurde später für tot erklärt. Die Söhne überlebten in der Emigration. Gerhard ging später zu seinem Bruder Eric in die USA. |
|      | HIER WOHNTE BETTY ROSENBAUM GEB. BUKOFZER JG. 1891 DEPORTIERT GHETTO WARSCHAU ?                                                                                    | Körnerweg 4                                              | Betty Rosenbaum geb. Bukofzer wurde am 26. November 1891 in Bromberg (Polen) geboren. Ihre Eltern waren Julius Bukofzer und Luiza geb. Karov. Sie übersiedelte nach Potsdam und nahm eine Stelle im Direktionsbüro des Walhalla-Theaters an. Sie hatte eine schöne Stimme, sang im Chor der Synagoge und auch solistisch mit Klavierbegleitung. An ihrem Arbeitsplatz lernte sie den Schauspieler Albert Rosenbaum (siehe oben) kennen. Während des Ersten Weltkrieges wurde er eingezogen, doch die beiden blieben im Kontakt. Am 17. August 1917, während eines Fronturlaubes ihres Verlobten, heirateten die beiden. Das Paar bekam zwei Söhne: Eric, der eine Kellnerlehre absolvierte und rechtzeitig nach Philadelphia auswandern konnte, und Gerhard, der mit einem Kindertransport nach England geschickt wurde. 1928 zog die Familie von Berlin nach Babelsberg, in den Körnerweg 4. Im Jahr 1935 erhielt ihr Ehemann Berufsverbot, in der Folge wurden sie gezwungen, das Haus zu verkaufen und in eine Sammelwohnung in der Großbeerenstraße 98 zu übersiedeln. Wenig später wurde das Ehepaar in das Warschauer Ghetto deportiert. Noch im selben Jahr starb dort der Ehemann. Auch Betty Rosenbaum wurde vom NS-Regime ermordet, an einem unbekannten Ort zu einem unbekannten Datum. Sie wurde später für tot erklärt. Die Söhne überlebten in der Emigration. Gerhard ging später zu seinem Bruder Eric in die USA. |
|      | HIER WOHNTE DR. ALFRED ROTHSCHILD JG. 1866 BERUFSVERBOT 1938 DEPORTIERT 1942 THERESIENSTADT ERMORDET 3.12.1942                                                     | Seestraße 45                                             | Alfred Rothschild |
|      | HIER WOHNTE PAULA ROTHSCHILD GEB. DAVID JG. 1878 DEPORTIERT 1942 THERESIENSTADT 1944 AUSCHWITZ ERMORDET                                                            | Seestraße 45                                             | Paula Rothschild |
|      | HIER WOHNTE ELISABETH SALINGER GEB. BRESLAUER JG. 1870 DEPORTIERT 1942 THERESIENSTADT TOT 20.2.1943                                                                | Jägerallee 25                                            | Elisabeth Salinger (geb. Breslauer am 1. November 1870 in Berlin) war das vierte von fünf Kindern von Heinrich Breslauer und Ida, geb. Koch. Einer ihrer beiden Brüder war der spätere Architekt Alfred Breslauer. 1895 heiratete sie Paul Salinger, geb. 1865 in Berlin, ebenfalls Architekt (siehe unten). Bruder und Ehemann führten gemeinsam jahrzehntelang ein erfolgreiches Architekturbüro. Das Paar hatte zumindest eine Tochter, Charlotte. Wegen ihres fortgeschrittenen Alters waren die Salingers überzeugt, dass sie nichts zu befürchten hätten, und blieben in Deutschland. Sie mussten jedoch am 2. Oktober 1942 eine Vermögenserklärung ausfüllen und wurden Tags darauf in das Konzentrationslager Theresienstadt deportiert. Dort verstarb der Mann am 26. November 1942, die Frau am 20. Februar 1943. Die Tochter konnte die Shoah überleben. Sie hatte den Arzt Arnold Benfey geheiratet und war mit ihm 1936 in die Vereinigten Staaten ausgewandert. Nach dem Untergang des NS-Regimes kehrten beide 1961 nach Deutschland zurück. Arnold Benfey starb am 22. Juli 1962 in München, seine Frau am 23. August 1982 in Oberstdorf. Auch zumindest zwei ihrer Geschwister konnten die Shoah überleben: Alfred Breslauer (1866–1954) und Lene Breslauer (1868–1956). |
|      | HIER WOHNTE PAUL SALINGER JG. 1865 DEPORTIERT 1942 THERESIENSTADT TOT 26.11.1942                                                                                   | Jägerallee 25                                            | Paul Salinger |
|      | HIER WOHNTE KURT SAMTER JG. 1882 DEPORTIERT 1942 RIGA ERMORDET MÄRZ 1942                                                                                           | Alt Nowawes 36                                           | Kurt Samter wurde am 17. November 1882 in Wolsztyn (deutsch: Wollstein) in der Provinz Posen geboren. 1910 kam er nach Potsdam. Rund 15 Jahre später war er in der Französischen Straße 25 gemeldet, dem Sitz von Julius Zielenzigers Unternehmen für Mehl, Getreide- und Futtermittel. Er wurde zunächst Prokurist, später Inhaber der Firma. Am 1. Oktober 1939 zog Samter in die Babelsberger Wilhelmstraße 36, heute Alt Nowawes 36. Bei ihm wohnte Margot Falkenburg (siehe oben) zur Untermiete. Das Haus stand im Besitz der jüdischen Familie Abraham, musste 1940 zwangsverkauft werden und diente danach als Sammelunterkunft für jüdische Bürger. Kurt Samter wurde am 13. Januar 1942 mit dem ersten Transport aus Potsdam über Berlin nach Riga deportiert, gemeinsam mit Margot Falkenburg und weiteren Babelsberger Juden. Die überlebende Johanna Rosenthal berichtet: „Im Laufe des Donnerstag bekamen wir […] die Aufforderung, am Freitag früh 8 Uhr uns bei der Gestapo einzufinden […] alsdann sperrte man uns ein auf 2 Tage. Sonntag den 11.1. ging es mit verdeckten Autos nach Berlin, um hier einen Transport angeschlossen zu werden.“ Den Deportierten wurden sämtliche Barmittel und alle Papiere abgenommen. In Ghetto von Riga lebten sie unter unmenschlichen Bedingungen bei bis zu 40 Grad Kälte. Kurt Samter starb dort Mitte März 1942 an Hunger und Erfrierungen. Ende April 1942 wurde seine Wohnung in Potsdam geräumt und sein Hausrat versteigert. |
|      | HIER WOHNTE FRITZ SCHÜLER JG. 1894 IM WIDERSTAND / SPD 'SCHUTZHAFT' 1933 MISSHANDELT / ENTLASSEN VERHAFTET 1941 'HEIMTÜCKEGESETZ' ERMORDET 5.12.1942 SACHSENHAUSEN | Großbeerenstraße 152                                     | Fritz Schüler wurde am 4. Oktober 1894 in Ketzin geboren. Er heiratete Hertha geb. Kleinschmager, geboren 1896 in Potsdam. Das Paar hatten vier Kinder, darunter Horst Schüler (geb. 1924). Fritz Schüler war Ableser von Wasserverbrauchsuhren bei den Charlottenburger Wasserwerken, überzeugter Sozialdemokrat und auch bis 1933 Betriebsrat. Er startete eine Protestaktion, als der jüdische Vorstand des Betriebs abgesetzt wurde. Aufgrund seiner politischen Überzeugung und seiner Ablehnung des NS-Regimes hatte er oft Ärger, wurde auch von der SA aus der Wohnung abgeholt und festgehalten. Er kam mit zerschlagenem Gesicht nach Hause, doch in der Familie wurde darüber nicht gesprochen. Am 3. März 1942 wurde er wegen Vergehens gegen das sogenannte Heimtückegesetz zu sechs Monaten Haft verurteilt, die er im Gefängnis Moabit absaß. Nach der Entlassung wurde er ins Untersuchungsgefängnis in der Lindenstraße überführt und von dort in das Konzentrationslager Sachsenhausen, wo er am 5. Dezember 1942 starb. Einige Tage nach seinem Tod bekam seine Frau die Asche in einer Konservenbüchse zugesandt. Sie trug noch die Aufschrift Grüne Bohnen. Wenige Wochen danach starb auch Hertha Schüler. |
|      | HIER WOHNTE ANNEMARIE SIEGFRIED JG. 1920 EINGEWIESEN 1943 HEILANSTALT ST. JOSEFSKLOSTER NEUSS ERMORDET 12.7.1943                                                   | Am Neuen Garten 42A                                      | Annemarie Siegfried |
|      | HIER WOHNTE BERTHA SIMONSOHN GEB. GERSMANN JG. 1876 DEPORTIERT 1943 THERESIENSTADT TOT 17.6.1943                                                                   | Brandenburger Straße 19                                  | Bertha Simonsohn geb. Gersmann wurde am 1. Juli 1876 in Schneidemühl geboren. Sie heiratete Max Simonsohn (1873–1940), einen Kaufmann. Das Paar hatte drei Söhne: Richard, Ludwig und Ernst. Die Familie betrieb ein Geschäft in der Brandenburger Straße 19. Bertha Simonsohn soll eine lebenslustige Frau gewesen sein, die viel Zeit mit ihren Kindern verbrachte, und war auch kulturell sehr interessiert. Regelmäßig besuchte sie ihren Sohn Richard und die Schwiegertochter Hertha in Berlin-Charlottenburg. Die Schwiegertochter soll guten Kontakt u. a. mit Erich Kästner gepflegt haben. Das NS-Regime erwirkte den Zwangsverkauf des Hauses samt Grundstück, der Erlös wurde auf ein Konto gebucht, welches ihr nicht zugänglich war. Sie hätte die Gelder dringend für die medizinische Versorgung ihres schwerkranken Ehemannes benötigt. Nach seinem Tod übersiedelte sie in die Waisenstraße 57, in ein Haus, das früher ihrem Onkel James Gersmann gehört hatte, dem letzten Vorsitzenden der Synagogengemeinde. Nunmehr diente es als Sammelunterkunft für die beraubten Potsdamer Juden. Bertha Simonsohn wurde am 19. April 1943 mit dem 86. Alterstransport in das Konzentrationslager Theresienstadt deportiert. Zwei Monate später, am 17. Juni 1943, starb sie dort. Es existiert noch ein rührender Abschiedsbrief an ihre Kinder. |
|      | HIER WOHNTE MARGARETHE STERN GEB. LIPPMANN JG. 1874 FLUCHT 1938 HOLLAND INTERNIERT WESTERBORK DEPORTIERT 1943 AUSCHWITZ ERMORDET 22.5.1944                         | Karl-Marx-Straße 3                                       | Margarete Stern geb. Lippmann wurde am 6. Januar 1874 als Tochter des königlichen Sanitätsrats und Doktors der Medizin Theodor Lippmann (1843–1914) und dessen Ehefrau Cäcilie, geb. Gerschel (1850–1918) geboren. Sie war seit dem 17. November 1898 mit Siegbert Samuel Stern verheiratet, der wie sie selbst jüdischen Glaubens war. Von Beruf war er Kaufmann und Mitinhaber der Damenmäntelfabrik Graumann & Stern in der Mohrenstrasse 36, Berlin; privat sammelte er begeistert Kunst. Zwischen 1899 und 1909 brachte sie vier Kinder zur Welt. Das Ehepaar bewohnte ab 1918 direkt am Griebnitzsee in der Villenkolonie Neubabelsberg bei Potsdam die repräsentative Villa Stern in der Kaiserstraße 3 (heute Karl-Marx-Straße 3). Ab 1920 bauten Siegbert und Johanna Margarete eine Kunstsammlung auf. Das Testament des am 7. August 1935 in Berlin 71-jährig gestorbenen Siegbert Stern führt 144 Kunstwerke auf. Die Repressalien der Nationalsozialisten gegenüber jüdischen Mitbürgern wurden ab 1933 immer größer. Im Frühjahr 1937 flüchtete Margarete Stern zuerst nach Badenweiler. Als die antijüdischen Aktionen weiter zunahmen, setzte sie die Flucht im Sommer 1938 über die Schweiz nach Amsterdam fort, wo bereits die Familien ihrer Tochter, Annie Regina Vigeveno, sowie ihres Schwagers Albert Stern ansässig waren. Im Mai 1940 besetzten die Nationalsozialisten die Niederlande. In den ersten Jahren der Besatzung versuchte Margarete Stern, für sich und einige Familienmitglieder ein Ausreisevisum zu erhalten, indem sie der Dienststelle Mühlmann, verantwortlich für die Requirierung von Kunstgegenständen, das Gemälde Porträt von Miss Edith Crowe des Künstlers Henri Fantin-Latour übergab. Die Ausreisevisa wurden trotzdem nicht ausgestellt. Daraufhin versteckte sich Stern-Lippmann, wurde jedoch im April 1943 festgenommen und in das KZ Auschwitz deportiert. Dort wurde sie am 22. Mai 1944 ermordet. Mit ihr starb auch ihre 1909 geborene Tochter Louise Henriette sowie deren Ehemann Herbert Emil Leopold Hayn. Die anderen Kinder von Margarete Stern-Lippmann haben den Krieg überlebt. |
|      | HIER WOHNTE PAUL WALLICH JG. 1882 GEDEMÜTIGT / ENTRECHTET FLUCHT IN DEN TOD 11.11.1938                                                                             | Weinbergstraße 36                                        | Paul Wallich wurde am 10. August 1882 in der Villa Schöningen von Potsdam geboren, als Sohn von Hermann Wallich (1833–1928), eines der Gründungsdirektoren der Deutschen Bank. Er studierte Philosophie und Nationalökonomie in Freiburg und München und arbeitete danach in deutschen und internationalen Bankhäusern, in New York und in Berlin. Ab 1910 nutzten Wallich und seine Familie zumindest in den Sommermonaten die Villa Schöningen. Er wurde schließlich Teilhaber des Bankhauses J. Dreyfus & Co., einer der wichtigsten Privatbanken der Weimarer Republik. Er gehörte der Gesellschaft der Freunde an, einem jüdischen Hilfswerk in Berlin, bis zu dessen Zwangsauflösung im Jahre 1935. Im Mai 1938 wurde die Dreyfuß-Bank von den Nationalsozialisten in Liquidation gezwungen, Paul Wallich wurde zum Liquidator ernannt. Nach der sogenannten Reichskristallnacht nahm er sich am 11. November 1938 das Leben. Seine Ehefrau und seine drei Kinder verließen in den 1930er-Jahren Deutschland. Sein Sohn Henry C. Wallich (1914–1988) wurde später Professor für Ökonomie an der Universität Yale. Die Villa wurde vom NS-Regime beschlagnahmt und „arisiert“. |
|      | HIER WOHNTE ERNA WOHL GEB. LIPPER JG. 1895 DEPORTIERT 1942 RIGA STUTTHOF 1944 ERMORDET                                                                             | Babelsberg Stahnsdorfer Straße 90 (vormals Ufastraße 92) | Erna Wohl geb. Lipper wurde am 2. Juni 1895 in Jauer als Tochter von Berta und Viktor Lipper geboren. Sie heiratete den Kaufmann Siegfried Wohl (siehe unten) und wurde Hausfrau. Das Paar wohnte in Dramburg in Pommern und bekam drei Kinder: 1922 kam Tochter Hannelore zur Welt, zwei Jahre später Tochter Inge und schließlich 1928 Sohn Gerhard. In der Familie wurde gedichtet, musiziert und Sport betrieben. Nach der Machtergreifung der Nationalsozialisten im Jahr 1933 wurde die Lage für die Familie in Dramburg aufgrund der antisemitischen Exzesse unhaltbar. Die Familie verkaufte das Haus und flüchtete nach Babelsberg. Der Verkaufserlös wurde von den Nationalsozialisten auf einem Sperrkonto eingefroren. In Babelsberg mussten die Wohls ein Zimmer untervermieten, um über die Runden zu kommen. Im Jahr 1936 gelang es, die älteste Tochter nach Palästina in Sicherheit zu bringen. Das Ehepaar wollte gemeinsam mit den beiden jüngeren Kindern über Chile in die Vereinigten Staaten emigrieren. Obwohl Gepäck bereits vorab geschickt worden war, misslang das Unternehmen. Am 13. Januar 1942 wurden Erna Wohl, ihr Ehemann und die beiden jüngeren Kinder nach Riga deportiert. Dort wurden alle vier im Rahmen der Shoah vom NS-Regime ermordet. |
|      | HIER WOHNTE GERHARD WOHL JG. 1928 DEPORTIERT 1942 RIGA ERMORDET | Babelsberg Stahnsdorfer Straße 90 (vormals Ufastraße 92) | Gerhard Wohl war das jüngste Kind von Siegfried Wohl und dessen Ehefrau Erna geb. Lipper. Er wurde am 19. Juni 1928 in Dramburg geboren. Er hatte zwei ältere Schwestern, Hannelore und Inge. Die äußerst musische, aber auch sportliche Familie lebte in ihrem Haus in Pommern. Nach der Machtergreifung Hitlers und der NSDAP im Januar 1933 ändert sich die Lage der Familie schlagartig. Aufgrund der Pogrome in Pommern verließen sie, aufgrund ihrer jüdischen Herkunft massiv gefährdet, ihre Heimat und übersiedelten nach Potsdam. Das Haus in Dramburg verloren sie, der Erlös landete auf einem Sperrkonto unter Verwaltung der Nationalsozialisten. 1936 konnte Hannelore, die älteste Schwester, nach Palästina flüchten. Die Eltern planten die gemeinsame Emigration mit den beiden anderen Kindern nach Chile und packten bereits die Koffer für die Abreise. Doch wurden alle vier in Deutschland verblieben Familienmitglieder verhaftet und am 13. Januar 1942 mit Transport No. 8, Zug Da 44 von Berlin nach Riga deportiert. Dort wurden sie ermordet. Hannelore war die einzige Überlebende der Familie. |
|      | HIER WOHNTE INGE WOHL JG. 1924 DEPORTIERT 1942 RIGA ERMORDET MAI 1944                                                                                              | Babelsberg Stahnsdorfer Straße 90 (vormals Ufastraße 92) | Inge Wohl wurde am 14. September 1924 in Dramburg geboren. Ihre Eltern waren Siegfried Wohl und dessen Ehefrau Erna geb. Lipper. Sie hatte eine ältere Schwester, Hannelore, und einen jüngeren Bruder, Gerhard. Ihre Kindheit war unbeschwert. Die äußerst musische, aber auch sportliche Familie lebte in ihrem Haus in Pommern. Nach der Machtergreifung Hitlers und der NSDAP im Januar 1933 ändert sich die Lage der Familie schlagartig, denn die Familie war jüdischer Herkunft. Sie verließen aufgrund der Pogrome in Pommern fluchtartig ihre Heimat und übersiedelten nach Potsdam. Das Haus in Dramburg verloren sie, der Erlös landete auf einem Sperrkonto, verwaltet von Nationalsozialisten. 1936 konnte Hannelore Wohl nach Palästina flüchten. Die Eltern planten die gemeinsame Emigration mit den beiden anderen Kindern, hofften noch 1942 auf die Abreise nach Chile und packten bereits die Koffer. Doch wurden alle vier in Deutschland verblieben Familienmitglieder verhaftet und am 13. Januar 1942 mit Transport No. 8, Zug Da 44 von Berlin nach Riga deportiert. Dort wurden sie alle ums Leben gebracht. Laut Yad Vashem soll Inge Wohl im Mai 1944 im KZ Jungfernhof ermordet worden sein. Nur die ältere Schwester konnte die Shoah überleben. |
|      | HIER WOHNTE SIEGFRIED WOHL JG. 1889 DEPORTIERT 1942 RIGA ERMORDET                                                                                                  | Babelsberg Stahnsdorfer Straße 90 (vormals Ufastraße 92) | Siegfried Wohl wurde am 13. August 1889 in Bublitz, Westpommern, geboren. Er war Kaufmann und mit Erna geb. Lipper (siehe oben) verheiratet. Das Paar hatte drei Kinder, Hannelore (geb. 1922), Inge (geb. 1924) und Gerhard (geb. 1928). Die Familie lebte ursprünglich im pommerschen Dramburg, heute in Polen gelegen. Nach der Machtübernahme der Nationalsozialisten kam es dort zu Pogromen. Die Wohls mussten ihr Haus verkaufen, konnten aber nicht über den Erlös verfügen. Sie flüchteten nach Babelsberg. Das Vermögen befand sich auf einem Sperrkonto und nur nach mehrfachen Anfragen erhielten sie einmal 700 RM für ihren Lebensbedarf ausbezahlt. Um die materielle Not zu lindern, musste die Familie zwei Untermieterinnen aufnehmen, Charlotte Henschel und Regina Hirschberg. Intensive Vorbereitungen für die geplante Flucht Richtung Chile scheiterten. Gemeinsam mit Frau, jüngerer Tochter und Sohn wurde Siegfried Wohl 1942 nach Riga deportiert. Alle vier Familienmitglieder wurden im Rahmen der Shoah ermordet. Auch die Untermieterinnen wurden deportiert und ermordet. Das einzige Familienmitglied, das das NS-Regime überleben konnte, war Tochter Hannelore. Sie lebte in Palästina, heiratete und hieß dann Khana Zinderman. Sie übermittelte Todesmeldungen an Yad Vashem für alle ermordeten Mitglieder ihrer Familie und für zwei Opfer aus der Familie ihres Ehemannes. |
|      | HIER WOHNTE ANNA ZIELENZIGER GEB. LANDSBERGER JG. 1867 FLUCHT HOLLAND INTERNIERT WESTERBORK TOT 22.11.1943                                                         | Brandenburger Straße 19                                  | Anna Zielenziger geb. Landsberger wurde am 1. Juni 1867 im schlesischen Glogau geboren. Sie hatte zwei Geschwister, Else und Felix. Alle drei Kinder erhielten eine gute Erziehung. Mit 21 Jahren heiratete sie Julius Zielenziger, einen erfolgreichen Unternehmer und beeidigten Sachverständigen für Mehl, Getreide und Futtermittel. Ab 1916 war er Stadtrat in Potsdam. Vierzig Jahre lang war er Vorstandsmitglied der Synagogengemeinde Potsdam, ab 1934 fungierte er als deren Vorsitzender. Auch war er Ehrenmitglied der Potsdamer Kaufmannschaft, Schatzmeister der Handelskammer und Alterspräsident des Preußischen Landesverbandes jüdischer Gemeinden. Auch die Ehefrau übernahm eine Reihe von repräsentativen Aufgaben, wie den Vorsitz des Israelitischen Frauenvereins oder den Beisitz im Mädchenheim Potsdam e. V. Das Paar hatte zwei Kinder: Kurt und Gertrud. Die Tochter heiratete Richard Fränkel und emigrierte Ende 1933 nach Haifa. Sohn Kurt heiratete ebenfalls, er hatte einen Sohn, Wolfgang Erich, der zum Augenstern seiner Großmutter wurde. Auch Anna und Julius Zielenziger bereiteten sich auf die Emigration vor. Im Oktober 1937 langte die Einreisegenehmigung nach Palästina ein, doch starb Julius überraschend zu Beginn des Jahres 1938. Anna entschloss sich im Folgejahr, nach Amsterdam auszuwandern, zu ihrem Sohn Kurt. Doch auch hier verschärften sich die Lebensbedingungen und sie durfte von ihrem Vermögen nur noch 500 Reichsmark monatlich nutzen. Im Juli 1943 folgte die Verhaftung. Sie wurde in das Durchgangslager Westerbork gebracht. Am 22. November 1943 wurde Anna Zielenziger vom NS-Regime ermordet. Ihre Urne liegt auf dem Friedhof von Amsterdam. Überleben konnten Enkel Eric (in New York) und die beiden Töchter (in Haifa). |
|      | HIER WOHNTE AUGUSTE ZÖLLNER GEB. HIRSCHBERG JG. 1851 DEPORTIERT 1943 THERESIENSTADT TOT 23.6.1943                                                                  | Jägerallee 8                                             | Auguste Zöllner geb. Hirschberg entstammte einer alteingesessenen und prominenten Potsdamer Familie, die weit über die Grenzen der Stadt hinaus bekannt war. Sie wurde am 1. Dezember 1851 geboren. Ihr älterer Bruder Julius Hirschberg (1843–1925) war ein berühmter Augenarzt, Professor an der Friedrich-Wilhelm-Universität und Inhaber einer Augenheilanstalt in der Reichshauptstadt. Bruder Rudolf (1850–1926) war als Bankier tätig und gehörte der Repräsentantenversammlung der Synagogengemeinde an. Bruder Wilhelm (1858–1919) war mit Meta Hirschberg, geb. Katzmann (1865–1942 Auschwitz) verheiratet. Das Paar wohnte in der Jägerallee 7. Auguste heiratete Julius Zöllner (5. Dezember 1839 – 17. Juni 1891). Das Paar hatte zwei Kinder. Sie verlor früh ihren Ehemann und überlebte auch beide Kinder, sie starben 1910 bzw. 1939. Sie erbte das Haus Jägerallee 8, wo sie schließlich alleine ihren Lebensabend verbrachte. Die Nationalsozialisten beraubten die alte Dame systematisch und verhinderten auch, dass sie durch Schenkungen den Erlös vorzeitig verminderte. Im Alter von 91 Jahren wurde sie am 16. Juni 1943 mit dem 91. Alterstransport in das Konzentrationslager Theresienstadt deportiert, wo sie nach einer Woche starb. Eine repräsentative Familiengrabstätte der Hirschbergs besteht auf dem Jüdischen Friedhof zu Potsdam. Überleben konnte nur ihr Neffe Fritz Hirschberg, ein Arzt, Sohn ihres Bruders Wilhelm, der 1939 nach Norwegen emigriert war. |

## Verlegungen

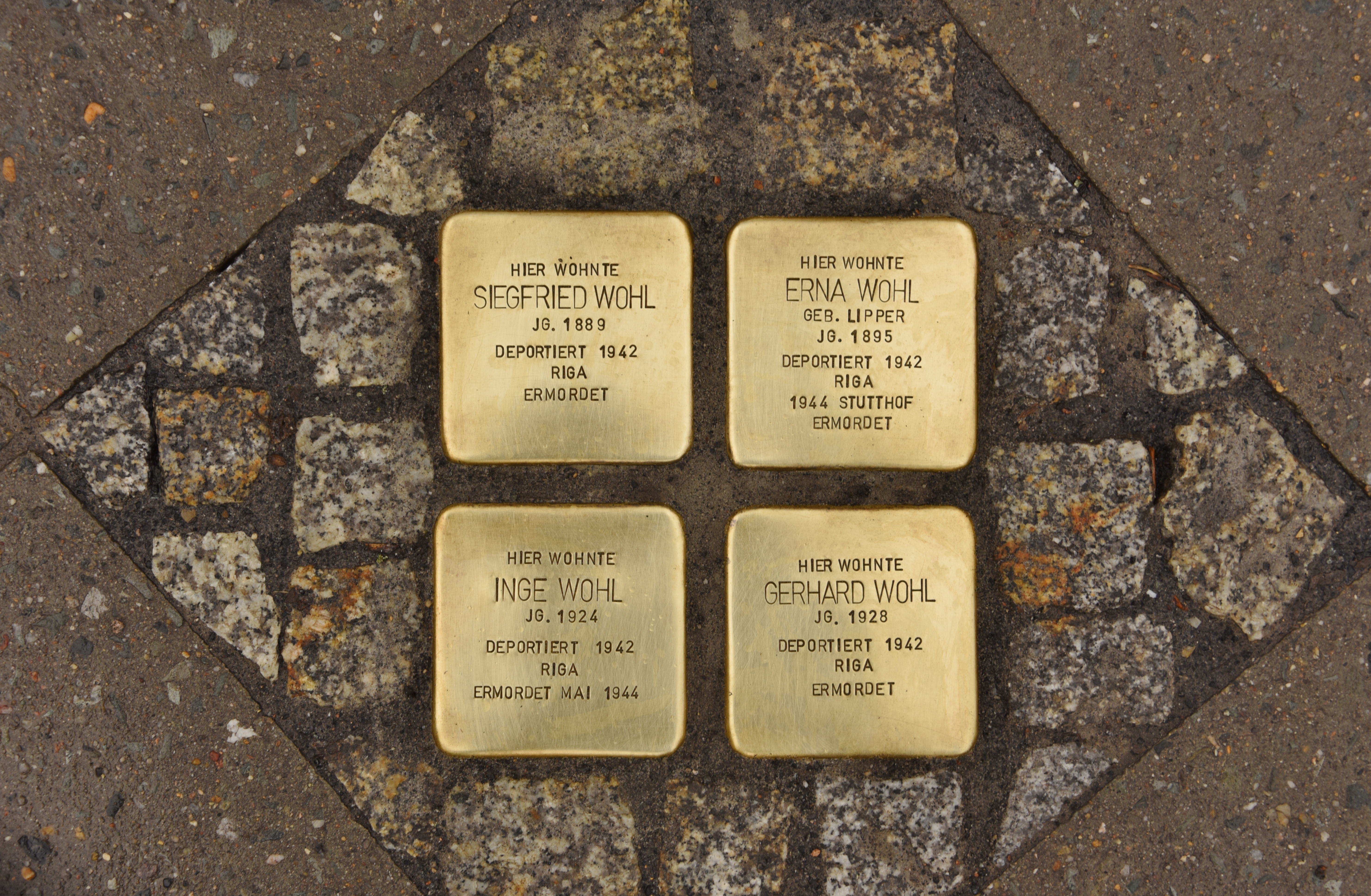
Typische Verlegesituation: Stolpersteine für vier Mitglieder der Familie Wohl, alle in Lettland ermordet

In der Landeshauptstadt Potsdam wurden an folgenden Tagen folgende Stolpersteine verlegt:
- 27. September 2006
- 3. Juli 2008
- 9. März 2009
- 5. Mai 2013
- 1. Dezember 2013
- 14. Oktober 2014
- 20. März 2017: Potsdamer Straße 60 (Bornim)[54]
- 20. März 2018
- 20. Februar 2019
- 6. Dezember 2019: Griebnitzstraße 8, Lindenstraße 15, Ludwig-Richter-Straße 15, Spandauer Straße 14 (Neu Fahrland)
- 19. Mai 2022: Hermann-Maaß-Straße 37, Virchowstraße 24, Karl-Marx-Straße 3, Garnstraße 4, Neue Straße 3, Alt Nowawes 36, Am Neuen Garten 42, Jägerallee 7, Seestraße 45, Benzstraße 32, Berliner Straße 141[55]

Bei den meisten Verlegungen gab es auch ein Rahmenprogramm. Beispielsweise fand am 6. Dezember 2019 bereits vor der ersten Verlegung eine öffentliche Veranstaltung im Landgericht Potsdam statt. Schülerinnen und Schüler des Humboldt-Gymnasiums, des Bertha-von-Suttner-Gymnasiums und der Montessori-Oberschule präsentierten ihre Recherchen zu den NS-Opfern, denen an diesem Tag ein Stolperstein gewidmet wurde. Angehörige der Geehrten aus Deutschland, den USA und der Schweiz waren anwesend, Grußworte sprachen die Landgerichtspräsidentin Dr. Ellen Chwolik-Lanfermann und Noosha Aubel, Beigeordnete für Bildung, Kultur, Jugend und Sport in Potsdam. Die Wahl des Ortes der Veranstaltung erklärt sich daraus, dass Fritz Hirschfeld von 1927 bis 1933 den Vorsitz des Potsdamer Amtsgerichts innehielt.

## Belege
1. ↑  Potsdamer Neueste Nachrichten: „Stolperstein“ für Oberkantor Gutmann. 13. Dezember 2007.
2. 1 2  Der 30. Stolperstein für Potsdam. In: Märkische Allgemeine. 20. März 2017.
3. 1 2 3 4 5 6  Landeshauptstadt Potsdam: Pressemitteilung 780, abgerufen am 10. Dezember 2019.
4. ↑  Sechs neue Stolpersteine gegen das Vergessen. Potsdamer Neueste Nachrichten, 7. Dezember 2019, abgerufen am 30. Dezember 2020.
5. ↑  Dr. med. Margarete Buki. Gedenkbuch der Stadt München, abgerufen am 30. Dezember 2020.
6. ↑  ELSE HAYN. Yad Vashem, abgerufen am 30. Dezember 2020.
7. ↑  LILI HELENE HAYN. Yad Vashem, abgerufen am 30. Dezember 2020.
8. 1 2  Landeshauptstadt Potsdam: Julius und Marta Back, geb. Lippmann. Abgerufen am 25. September 2018.
9. ↑  holocaust.cz: BACK JULIUS: DEATH CERTIFICATE, GHETTO TEREZÍN. Abgerufen am 25. September 2018.
10. ↑  HUGO BARON. holocaust.cz, abgerufen am 30. Dezember 2020.
11. 1 2  Landeshauptstadt Potsdam: Franz Bernhard. Abgerufen am 24. September 2018.
12. ↑  holocaust.cz: FRANZ BERNHARD. Abgerufen am 24. September 2018.
13. ↑  The Central Database of Shoah Victims’ Names: HEINRICH J BERNHARD. mit einem Auszug aus dem Gedenkbuch – Opfer der Verfolgung der Juden unter der nationalsozialistischen Gewaltherrschaft 1933–1945, hg. vom Bundesarchiv in Koblenz, abgerufen am 16. September 2018.
14. ↑  DOROTHEA UND PAUL BERNHARDT. Zentral- und Landesbibliothek Berlin, abgerufen am 18. Januar 2021.
15. 1 2  Landeshauptstadt Potsdam: Theodor und Helene Dornbusch, geb. Rheingold. Abgerufen am 25. September 2018.
16. ↑  The Central Database of Shoah Victims’ Names hat zwei Einträge über Helen Dornbusch, beide abgerufen am 25. September 2018:
  - HELENE DORNBUSCH. mit einem Auszug aus dem Gedenkbuch Berlins der jüdischen Opfer des Nationalsozialismus, Freie Universität Berlin, Zentralinstitut für sozialwissenschaftliche Forschung, Edition Hentrich, Berlin 1995,
  - HELENE DORNBUSCH. mit einem Auszug aus dem Gedenkbuch – Opfer der Verfolgung der Juden unter der nationalsozialistischen Gewaltherrschaft 1933–1945, hg. vom Bundesarchiv in Koblenz.
17. ↑  Landeshauptstadt Potsdam: Margot Falkenburg, geb. Brauer. Abgerufen am 12. September 2018.
18. ↑  The Central Database of Shoah Victims’ Names: PAULA GORMANNS. mit einem Auszug des Gedenkbuches des Bundesarchivs in Koblenz, abgerufen am 16. September 2018.
19. ↑  Landeshauptstadt Potsdam: Familie Gormanns. Abgerufen am 16. September 2018 (dort eine Reihe von falschen Geburtsdaten)
20. ↑  The Central Database of Shoah Victims’ Names: SIEGFRIED GORMANNS. mit einem Auszug des Gedenkbuches des Bundesarchivs in Koblenz, abgerufen am 16. September 2018.
21. ↑  The Central Database of Shoah Victims’ Names: WALTER DAVID GORMANNS. Todesfallmeldung seines Bruders, abgerufen am 16. September 2018.
22. ↑  Landeshauptstadt Potsdam: Samuel Guttmann. Abgerufen am 21. September 2018.
23. ↑  Landeshauptstadt Potsdam: Dr. Gustav Herzfeld. Abgerufen am 22. September 2018.
24. ↑  Nach 1945 ging David Levin nach Israel in einen Kibbuz, später arbeitete er als Musiklehrer. Siehe Guido Berg: Klang einer Potsdamer Kindheit. Potsdamer Neueste Nachrichten, 31. Juli 2010.
25. ↑  The Central Database of Shoah Victims’ Names hat drei Meldungen über Fritz Hirschbruch, alle abgerufen am 12. Mai 2025:
  - FRITZ HIRSCHBRUCH, mit Daten aus dem Gedenkbuch – Opfer der Verfolgung der Juden unter der nationalsozialistischen Gewaltherrschaft 1933–1945, hg. vom Bundesarchiv;
  - FRITZ HIRCHBRUCH, mit Daten der niederländischen Oorlogsgravenstichting;
  - FRITZ HIRSCHBRUCH, Testimonial seiner Cousine Ursel Peiser Hirschbruch.
26. ↑  The Central Database of Shoah Victims’ Names hat fünf Meldungen über Edith Hirschbruch, alle abgerufen am 12. Mai 2025:
  - EDITH HIRSCHBRUCH, mit Daten aus dem Gedenkbuch – Opfer der Verfolgung der Juden unter der nationalsozialistischen Gewaltherrschaft 1933–1945, hg. vom Bundesarchiv;
  - EDITH HIRSCHBRUCH, mit Daten aus dem Gedenkbuch – Opfer der Verfolgung der Juden unter der nationalsozialistischen Gewaltherrschaft 1933–1945, hg. vom Bundesarchiv;
  - EDITH HIRCHBRUCH, mit Daten der niederländischen Oorlogsgravenstichting;
  - EDITH HIRSCHBRUCH, Testimonial ihrer Cousine Hilla Kalkstein geb. Lustig;
  - EDITH HIRSCHBRUCH, Testimonial der Cousine ihres Mannes, Ursel Peiser Hirschbruch.
27. ↑  holocaust.cz: Wilhelm Kann. Abgerufen am 21. September 2018.
28. 1 2 3 4  Landeshauptstadt Potsdam: Familie Kauf. mit einer Fotografie des Ehepaares Pauline und Emil Kauf vor ihrem Haus Karl-Marx-Straße 8, abgerufen am 16. September 2018.
29. 1 2 3  Landeshauptstadt Potsdam: Alfred Lehmann. Abgerufen am 22. September 2018.
30. ↑  Yad Vashem hat drei Einträge zur Person, alle abgerufen am 16. Dezember 2019:
* KAETHE MEYERSTEIN, eingereicht von einer Verwandten, Marion March Dispeker,
* KÄTHE MEYERSTEIN, beruhend auf einem Eintrag im Gedenkbuch des Bundesarchivs,
* KAETHE MEYERSTEIN, beruhend auf einem Eintrag im Gedenkbuch Berlins.
31. ↑  Märkische Landsitze des Berliner Bürgertums, abgerufen am 16. Dezember 2019.
32. ↑  Yad Vashem hat zwei Einträge zur Person, beide abgerufen am 16. Dezember 2019:
* OTTO PAUL MEYERSTEIN, eingereicht von einer Verwandten, Marion March Dispeker,
* PAUL OTTO MEYERSTEIN, beruhend auf einem Eintrag im Gedenkbuch des Bundesarchivs.
33. ↑  Landeshauptstadt Potsdam: Selma Neumann, geb. Horrwitz. mit einem Bild des Wohnhauses in der Friedrich-Ebert-Straße 13 (ehemals Nauener Straße 41), abgerufen am 14. September 2018.
34. ↑  holocaust.cz: Neumann, Selma (Todesfallanzeige). Abgerufen am 15. September 2018.
35. ↑  Spurensuche auf dem Jüdischen Friedhof Potsdam. eine Handreichung für den Unterricht, hg. von der Vereinigung für Jüdische Studien e. V., Universitätsverlag Potsdam 2017, S. 42 und 43
36. 1 2  Landeshauptstadt Potsdam: Albert und Betty Rosenbaum, geb. Bukofzer. mit einem Bild der Verlegung, abgerufen am 14. September 2018.
37. ↑  The Central Database of Shoah Victims’ Names: BETTY ROSENBAUM. eingereicht von ihrem Sohn Eric im Jahr 1992, abgerufen am 14. September 2018.
38. ↑  Landeshauptstadt Potsdam: Paul Salinger und Elisabeth Salinger, geb. Breslauer. Abgerufen am 25. September 2018.
39. ↑  Landeshauptstadt Potsdam: Kurt Samter. beruhend auf einem Erinnerungsbericht von Johanna Rosenthal, in: Schockenhoff, Volker: „Ich weiß nicht, was mit ihnen geschehen ist...“, S. 37, mit einem Bild von der Verlegung, abgerufen am 12. September 2018.
40. ↑  Landeshauptstadt Potsdam: Fritz Schüler. mit einem Porträt Schülers, abgerufen am 9. September 2018.
41. ↑  Landeshauptstadt Potsdam: Bertha Simonsohn, geb. Gersmann. mit einem Porträt Simonsohns, abgerufen am 9. September 2018.
42. ↑  Katie Hafner: Das Haus an der Brücke. Die Villa Schöningen in Potsdam und ihre Bewohner. Märkischer Verlag, Wilhelmshorst 2004, ISBN 3-931329-36-4.
43. 1 2 3 4  
Blog Pommerscher Greif e. V.: Vier Stolpersteine für Familie Wohl, 23. Februar 2019
44. ↑  Stadt Potsdam: Aktion Stolpersteine: Familie Wohl, abgerufen am 4. Mai 2019.
45. ↑  GERHARD WOHL (Gedenkbuch Berlins). The Central Database of Shoah Victims’ Names, Yad Vashem, abgerufen am 18. Januar 2021.
46. ↑  ILSE WOHL (Gedenkbuch des Bundesarchivs). The Central Database of Shoah Victims’ Names, Yad Vashem, abgerufen am 18. Januar 2021.
47. 1 2  Yad Vashem: SIEGFRIED WOHL, beruhend auf einer Meldung seiner Tochter, abgerufen am 4. Mai 2019.
48. ↑  Yad Vashem: CHARLOTTE HENSCHEL, beruhend auf einem Eintrag im Gedenkbuch Berlins der jüdischen Opfer des Nationalsozialismus, abgerufen am 4. Mai 2019.
49. ↑  holocaust.cz: REGINA HIRSCHBERG, abgerufen am 4. Mai 2019.
50. ↑  Märkische Allgemeine: Vier neue Stolpersteine in Potsdam, 21. Februar 2019.
51. ↑  Yad Vashem: Submitter Khana Zinderman, abgerufen am 4. Mai 2019.
52. ↑  Landeshauptstadt Potsdam: Anna Zielenziger, geb. Landsberger. Abgerufen am 1. September 2018.
53. ↑  Landeshauptstadt Potsdam: Auguste Zöllner, geb. Hirschberg. Abgerufen am 1. September 2018.
54. ↑  Ein Stolperstein für Potsdamer Rechtsanwalt Gustav Herzfeld / 30. Stolperstein in Potsdam verlegt. Potsdamer Neueste Nachrichten, 21. März 2017, abgerufen am 18. Januar 2021. (mit einem Foto des Stolpersteins für Gustav Herzfeld)
55. ↑  Pressemitteilung Nr. 244 vom 19.05.2022: Neue Stolpersteine verlegt. Landeshauptstadt Potsdam, 19. Mai 2022, abgerufen am 20. Mai 2022.
56. ↑  Stolpersteine für Fritz Hirschfeld, Dr. Paul Elkan Bernhardt, Hugo Baron, Käthe Alexander-Katz sowie Käthe und Paul Otto Meyerstein. Stadt Potsdam, Pressemitteilung Nr. 780, 4. Dezember 2019, abgerufen am 18. Januar 2021. (mit einem Foto von Mutter und Tochter)